# Tatjana Hüfnerová
Tatjana Hüfnerová (* 30. dubna 1983, Neuruppin) je bývalá německá sáňkařka.
Na olympijských hrách ve Vancouveru roku 2010 vyhrála závod jednotlivkyň. Ve stejném závodě skončila na hrách v Soči roku 2014 druhá a v Turíně roku 2006 třetí. Má na svém kontě rovněž osm titulů mistryně světa, přičemž pět z nich je individuálních (2007, 2008, 2011, 2012, 2017). Je rovněž mistryní Evropy z roku 2016. Třikrát se stala celkovou vítězkou světového poháru (2007–08, 2008–09, 2009–10). V roce 2008 se stala první sáňkařkou historie, která vyhrála pět závodů světového poháru po sobě. Závodní kariéru ukončila v roce 2019. Byla svěřenkyní trenéra Bernharda Glasse.